# Emerson, Lake & Palmer
Emerson, Lake & Palmer (ELP) var en engelsk progressiv rockgruppe bestående af Keith Emerson (keyboards) der oprindelig kom fra The Nice, Greg Lake (bas, guitaren og sang) oprindelig fra King Crimson, samt Carl Palmer (trommesæt) oprindelig fra gruppen Atomic Rooster (it). Gruppen havde sin storhedstid først i 1970'erne.

## Opstart
Emerson, Lake and Palmer (dannet november 1970) var i deres storhedstid en såkaldt supergruppe. Konceptet med at kombinere et særdeles effektivt sceneshow med tre dygtige instrumentalister fungerede i kraft et gennemkomponeret materiale med elementer både fra jazz og rock, men især klassisk musik. Lyden var domineret af Keith Emersons brug af hammondorgel, Moog-synthesizeren og piano, blandet med Greg Lakes karakteristiske glasklare baslyd. Men også trommeslageren Carl Palmer fyldte rollen ud som instrumentalist i de meget varierede musikstykker.
Greg Lakes karakteristiske bløde stemme kan høres på nummeret "Lucky Man" fra deres første album. I slutningen af nummeret (og nummeret "Tank") kan man høre Keith Emerson spille på bandets nyerhvervede moog-synthesizer. Et instrument der på de kommende plader Tarkus og Trilogy fik en langt mere fremtrædende rolle end på den meget klassiske orgel/klaver orienterede debut.
Bandet som eksperimenterende i området mellem rock og klassisk musik kan høres på live-pladen "Pictures at an Exhibition". En rocksymfoni bygget over den russiske komponist Musorgskijs værk Billeder på en udstilling (russisk: Картинки с выставки – Воспоминание о Викторе Гартмане).
Både Keith Emerson og Greg Lake døde i 2016. Keith Emerson (født 2.11.1944) død 11.3.2016 og Greg Lake (født 10.11.1947) død 7.12.2016. Gruppens yngste medlem, trommeslagren Carl Palmer (født 20.3.1950) lever stadig.

## Udgivelser

### Diskografi
- Emerson, Lake and Palmer (1970)
- Tarkus (1971)
- Pictures at an Exhibition (live) (1971) – over Musorgskijs udstillingsbilleder
- Trilogy (1972)
- Brain Salad Surgery (1973)
- Welcome Back My Friends to the Show That Never Ends... Ladies and Gentlemen, Emerson, Lake & Palmer (1974) (live)
- Works, Vol. 1 (1977)
- Works, Vol. 2 (1977)
- Love Beach (1978)
- In Concert (live) (1979)
- Black Moon (1992)
- Live at the Royal Albert Hall (live) (1993)
- Works Live (1993)
- In the Hot Seat (1994)
- I Believe In Father Christmas (1995)
- Live at the Isle of Wight Festival 1970 (live) (1997)
- Live in Poland (live) (1997)
- Reworks: Brain Salad Perjury (2003)
- High Voltage, Live from Victory Park 25.07.2010 (2010)
- From The Beginning, Retrospectiv best of (2012)

### Medlemmar
- Keith Emerson – keyboards, synthesizeren
- Greg Lake – vocal, bas, kontrabas, guitaren, dulcimer, mundharmonika, produktion
- Carl Palmer – trommesæt, percussion, hamret dulcimer (en)

| Musikgruppe | Spire Denne artikel om en britisk musikgruppe er en spire som bør udbygges. Du er velkommen til at hjælpe Wikipedia ved at udvide den. |